# (5313) Nunes
(5313) Nunes (1982 SC2) – planetoida z pasa głównego asteroid okrążająca Słońce w ciągu 3,3 lat w średniej odległości 2,22 au Odkryta 18 września 1982 roku.